# راندي براون (لاعب كرة قاعدة)
راندي براون (بالإنجليزية: Randy Brown)‏ هو لاعب كرة قاعدة أمريكي، ولد في 29 أغسطس 1944 في ليسبرغ في الولايات المتحدة، وتوفي في 13 أبريل 1998 في ميتلاند في الولايات المتحدة.

## وصلات خارجية
- راندي براون على موقعبيزبول رفرنس.كوم (الدوري الرئيسي) (الإنجليزية)